# Drapeau de l'Ouganda
 (juillet 2019).
Si vous disposez d'ouvrages ou d'articles de référence ou si vous connaissez des sites web de qualité traitant du thème abordé ici, merci de compléter l'article en donnant les références utiles à sa vérifiabilité et en les liant à la section « Notes et références ».
Le drapeau de l’Ouganda adopté le 9 octobre 1962, est composé de six bandes horizontales égales alternées noire (tout en haut), jaune, rouge, noire, jaune et rouge (tout en bas) et il est orné d’un cercle blanc portant une grue royale, symbole national du temps de la domination anglaise, se tenant sur une patte et faisant face au mât.

## Description
Les couleurs sont celles du Congrès du peuple ougandais (Uganda People's Congress), parti qui mena le combat pour l’indépendance. 
- La couleur noire symbolise la couleur de peau du peuple
- La couleur jaune symbolise la couleur du soleil
- La couleur rouge symbolise la fraternité à travers la couleur du sang

Il fut élaboré par le premier ministre de la Justice du pays, Grace Ibingira.

## Historique

(1914 - Mars 1962)
(Mars - Octobre 1962)